# Конвой RA 66
Конвой RA 66 (англ. Convoy RA 66) — арктичний конвой транспортних і допоміжних суден у кількості 27 одиниць, який у супроводженні союзних кораблів ескорту прямував від радянських портів до берегів Ісландії та Шотландії.

## Історія
Конвой RA 66, що спочатку складався з 27 торгових суден, 29 квітня 1945 року вийшов з Мурманського порту до Ферт-оф-Клайд. Ближнє прикриття забезпечувала 7-ма ескортна група з британським шлюпом «Сігнет» і корветами «Алнвік Касл», «Бамбург Касл», «Фарнгам Касл», «Лотус», «Оксліп» і «Рододендрон». Також конвой супроводжувала авіаносна група з британського крейсера «Беллона», британських ескортних авіаносців «Преміер», «Віндекс» і есмінців «Зелоус», «Зест», «Зодіак», «Зефір», а також канадських есмінців «Хайда», «Гурон» і «Ірокеу» і норвезького есмінця «Сторд». 19-та ескортна група також підтримувала супровід силами британських фрегатів «Лох-Інш», «Лох-Шин» і «Ангілья» та ескортних есмінців «Коттон» і «Гудолл». Радянські міноносці «Жаркий», «Жесткий» і «Дерзкий», а також чотири мисливці за підводними човнами типу БО-У патрулювали Кольську затоку і мали відігнати німецькі підводні човни.
Конвой RA 66 став останнім конвоєм Другої світової війни, який мав бойове зіткнення в ході переходу. На його шляху патрулювали 10 німецьких підводних човнів, U-278, U-286, U-295, U-307, U-312, U-313, U-427, U-481, U-711 і U-968. 29 квітня U-307 було виявлено й атаковано «Лох-Інш», субмарина була змушена спливти на поверхню та затонула. U-286 атакував торпедою T5 фрегат «Гудолл», який зазнав сильних пошкоджень і пізніше був затоплений. Але, човен був виявлений і після кількох атак знищений глибинними бомбами британських фрегатів «Лох Інш», «Ангуілла» і «Коттон».
U-968 безуспішно запустив торпеду T5 по корвету «Алнвік Касл». Через годину U-427 не влучив по цілях потрійним залпом, а потім піддався довгому, виснажливому переслідуванню, під час якого було нараховано близько 260 застосувань глибинних бомб.
Незабаром після півночі конвой торгових суден пройшов повз острів Торос біля виходу з Кольської затоки. U-968 був атакований радянським летючим човном «Каталіна» і отримав невеликі пошкодження від близьких влучень. U-481 і U-711 доповіли про невдалі атаки по есмінцях у групі прикриття та пошкодження від наступного контрудару кораблів супроводження. Після цього останні підводні човни відступили і більше так і не змогли наблизитися до конвою. Навіть авіарозвідка не може підтримувати контакт з конвоєм. Після того, як Ju 88 з 1./124 розвідувальної групи був збитий двома «Вайлдкет» з авіаносця «Віндекс» увечері 3 травня, операцію довелося остаточно перервати. 
8 травня конвой увійшов до Клайду.

## Кораблі та судна конвою RA 66

### Транспортні судна
Позначення
| Назва                       | Прапор                       | Тоннаж (GRT) | Прим.                     |
| --------------------------- | ---------------------------- | ------------ | ------------------------- |
| Benjamin Schlesinger (1944) | США                          | 7 176        | судно типу «Ліберті»      |
| RFA Black Ranger (1941)     | Королівський допоміжний флот | 3 417        | танкер-заправник конвою   |
| Blue Ranger (1941)          | Королівський допоміжний флот | 3417         | танкер-заправник конвою   |
| Byron Darnton (1943)        | США                          | 7 176        | судно типу «Ліберті»      |
| Charles A McAllister (1943) | США                          | 7 176        | судно типу «Ліберті»      |
| Copeland (1923)             | Велика Британія              | 1 526        | рятувальне судно конвою   |
| Dolabella (1939)            | Велика Британія              | 8 142        |                           |
| Eleazar Lord (1944)         | США                          | 7247         |                           |
| Eloy Alfaro (1944)          | США                          | 7 176        | судно типу «Ліберті»      |
| Empire Stalwart (1943)      | Велика Британія              | 7 045        |                           |
| Fort Boise (1943)           | Велика Британія              | 7 151        |                           |
| Fort Massac (1943)          | Велика Британія              | 7 157        |                           |
| Fort Yukon (1943)           | Велика Британія              | 7 153        | судно комодора конвою     |
| Grace Abbott (1942)         | США                          | 7 191        | судно типу «Ліберті»      |
| Henry Lomb (1943)           | США                          | 7 176        | судно типу «Ліберті»      |
| James m Gillis (1943)       | США                          | 7 176        | судно типу «Ліберті»      |
| John McDonogh (1943)        | США                          | 7 176        | судно типу «Ліберті»      |
| Lawrence J Brengle (1943)   | США                          | 7 209        | судно типу «Ліберті»      |
| Leo J Duster (1943)         | США                          | 7 176        | судно типу «Ліберті»      |
| Nicholas Biddle (1942)      | США                          | 7 191        | судно типу «Ліберті»      |
| San Venancio (1942)         | Велика Британія              | 8152         | судно віцекомодора конвою |
| Stage Door Canteen (1943)   | США                          | 7 176        | судно типу «Ліберті»      |
| W R Grace (1943)            | США                          | 7 176        | судно типу «Ліберті»      |
| Willard Hall (1943)         | США                          | 7 200        | судно типу «Ліберті»      |
| William Pepper (1943)       | США                          | 7 176        | судно типу «Ліберті»      |
| William Wheel Wright (1944) | США                          | 7 176        | судно типу «Ліберті»      |
| Winfred L Smith (1944)      | США                          | 7 191        | судно типу «Ліберті»      |

### Кораблі ескорту
| Назва          | Прапор                                  | Тип корабля                         | Прим.                                                                                    |
| -------------- | --------------------------------------- | ----------------------------------- | ---------------------------------------------------------------------------------------- |
| «Алнвік Касл»  | Військово-морські сили Великої Британії | корвет типу «Касл»                  | 29 квітня — 7 травня                                                                     |
| «Бамбург Касл» | Військово-морські сили Великої Британії | корвет типу «Касл»                  | 29 квітня — 7 травня                                                                     |
| «Ангілья»      | Військово-морські сили Великої Британії | фрегат типу «Колоні»                | 29 квітня — 7 травня                                                                     |
| «Беллона»      | Військово-морські сили Великої Британії | легкий крейсер типу «Дідо»          | 29 квітня — 6 травня                                                                     |
| «Коттон»       | Військово-морські сили Великої Британії | фрегат типу «Кептен»                | 29 квітня — 6 травня                                                                     |
| «Сігнет»       | Військово-морські сили Великої Британії | шлюп типу «Модифікований Блек Свон» | 29 квітня — 7 травня                                                                     |
| «Фарнгам Касл» | Військово-морські сили Великої Британії | корвет типу «Касл»                  | 29 квітня — 7 травня                                                                     |
| «Гудолл»       | Військово-морські сили Великої Британії | фрегат типу «Кептен»                | 29 квітня уражений торпедою T5 німецького ПЧ U-286; 30 квітня добитий фрегатом «Ангілья» |
| «Хайда»        | Військово-морські сили Канади           | ескадрений міноносець типу «Трайбл» | 29 квітня — 7 травня                                                                     |
| «Гурон»        | Військово-морські сили Канади           | ескадрений міноносець типу «Трайбл» | 29 квітня — 7 травня                                                                     |
| «Ірокеу»       | Військово-морські сили Канади           | ескадрений міноносець типу «Трайбл» | 29 квітня — 7 травня                                                                     |
| «Лох-Інш»      | Військово-морські сили Великої Британії | фрегат типу «Лох»                   | 29 квітня — 7 травня                                                                     |
| «Лох-Шин»      | Військово-морські сили Великої Британії | фрегат типу «Лох»                   | 29 квітня — 7 травня                                                                     |
| «Лотус»        | Військово-морські сили Великої Британії | корвет типу «Флавер»                | 29 квітня — 7 травня                                                                     |
| «Обідіент»     | Військово-морські сили Великої Британії | ескадрений міноносець типу «O»      | 5—8 травня                                                                               |
| «Оффа»         | Військово-морські сили Великої Британії | ескадрений міноносець типу «O»      | 29 квітня — 8 травня                                                                     |
| «Орвелл»       | Військово-морські сили Великої Британії | ескадрений міноносець типу «O»      | 5—8 травня                                                                               |
| «Оксліп»       | Військово-морські сили Великої Британії | корвет типу «Флавер»                | 29 квітня — 7 травня                                                                     |
| «Преміер»      | Військово-морські сили Великої Британії | ескортний авіаносець типу «Боуг»    | 29 квітня — 6 травня                                                                     |
| «Рододендрон»  | Військово-морські сили Великої Британії | корвет типу «Флавер»                | 29 квітня — 7 травня                                                                     |
| «Сторд»        | Військово-морські сили Норвегії         | ескадрений міноносець типу «S»      | 29 квітня — 6 травня                                                                     |
| «Віндекс»      | Військово-морські сили Великої Британії | ескортний авіаносець типу «Наірана» | 29 квітня — 6 травня                                                                     |
| «Зелоус»       | Військово-морські сили Великої Британії | ескадрений міноносець типу «Z»      | 29 квітня — 6 травня                                                                     |
| «Зефір»        | Військово-морські сили Великої Британії | ескадрений міноносець типу «Z»      | 29 квітня — 6 травня                                                                     |
| «Зест»         | Військово-морські сили Великої Британії | ескадрений міноносець типу «Z»      | 29 квітня — 6 травня                                                                     |
| «Зодіак»       | Військово-морські сили Великої Британії | ескадрений міноносець типу «Z»      | 29 квітня — 6 травня                                                                     |

## Підводні човни Крігсмаріне, що брали участь в атаці на конвой
| Назва | Тип      | Командир                                        | Прим.                                       |
| ----- | -------- | ----------------------------------------------- | ------------------------------------------- |
| U-278 | VII C    | капітан-лейтенант Йоахім Франце                 | не здобув перемоги                          |
| U-286 | VII C    | оберлейтенант-цур-зее Віллі Дітріх              | 29 квітня серйозно пошкодив фрегат «Гудолл» |
| U-295 | VII C/41 | капітан-лейтенант Гюнтер Вібольдт               | не здобув перемоги                          |
| U-307 | VII C    | оберлейтенант-цур-зее Еріх Крюгер               | не здобув перемоги                          |
| U-312 | VII C    | оберлейтенант-цур-зее Юрген фон Гаца            | не здобув перемоги                          |
| U-313 | VII C    | оберлейтенант-цур-зее Фрідгельм Швайгер         | не здобув перемоги                          |
| U-427 | VII C    | оберлейтенант-цур-зее Карл-Габріель фон Гуденус | не здобув перемоги                          |
| U-481 | VII C    | капітан-лейтенант Клаус Андерсен                | не здобув перемоги                          |
| U-711 | VII C    | капітан-лейтенант Ганс-Гюнтер Ланге             | не здобув перемоги                          |
| U-968 | VII C    | оберлейтенант-цур-зее Отто Вестфален            | не здобув перемоги                          |